# Jun Jongszon
Jun Jongszon (hangul: 윤영선, handzsa: 尹榮善, RR: Yun Young-sun; Szöul, 1988. október 4. –) dél-koreai válogatott labdarúgó, jelenleg a Szangdzsu Szangmu (Sangju Sangmu) játékosa.

## Pályafutása
A Japánban megrendezett 2017-es kelet-ázsiai labdarúgó-bajnokságon részt vevő győztes válogatottnak a tagja volt.

## Sikerei, díjai

### Klub
- Szongnam (Seongnam) FC
  - Dél-Koreai kupa: 2011
  - AFC-bajnokok ligája: 2010

### Válogatott
- Dél-Korea
  - Kelet-ázsiai labdarúgó-bajnokság: 2017

## Külső hivatkozások
- Jun Jongszon adatlapja a Soccerway oldalon (angolul)